# Зімбах (Дінгольфінг-Ландау)
Зімбах (нім. Simbach) — громада в Німеччині, знаходиться в землі Баварія. Підпорядковується адміністративному округу Нижня Баварія. Входить до складу району Дінгольфінг-Ландау.
Площа — 51,23 км2. Населення становить 4071 ос. (станом на 31 грудня 2020).